# Gälstad-Lundby
Uppslagsordet Gälstad hänvisas hit. Se även Gällstad och Gällsta.
Gälstad-Lundby är en småort i Sjögestads socken i Linköpings kommun. Orten ligger fem kilometer sydväst om Vikingstad, vid Fettjestadån.
I Gälstad-Lundby finns två lekplatser och en fotbollsplan. 2-3 km från byn ligger en liten dold badplats som heter Sixtorp. 
I Gälstad-Lundby möts länsvägarna 609 och 617. Orten trafikeras av Östgötatrafikens busslinje 552, mellan Ulrika och Vikingstads järnvägsstation, där Östgötapendeln stannar.
Tidigare tryckimpregneringsverksamhet vid Gälstad-Lundby trä och snickeri har lett till lokalt mycket höga halter av arsenik samt koppar, krom och kolväten. Föroreningarna har varit föremål för saneringsinsatser.
1. 1 2  Statistiska småorter 2023, befolkning, landareal, befolkningstäthet per småort, SCB, 28 november 2024, läs online.[källa från Wikidata]
2. ↑  Småorternas landareal, folkmängd och invånare per km² 2005 och 2010, korrigerad 2012-10-15, SCB, 15 oktober 2012, läs online, läst: 9 juli 2016.[källa från Wikidata]
3. ↑  Kodnyckel för SCB:s statistiska tätorter och småorter - Koppling mellan gammalt och nytt kodsystem, SCB, 11 november 2021, läs online.[källa från Wikidata]